# اندیس سیاسترگی ۲
سیاسترگی ۲ یک اندیس فلزی است که در حوالی شهر چهل کوره استان سیستان و بلوچستان قرار دارد و مادهٔ معدنی موجود در آن، مس است.  